# Sing into My Mouth
| Совокупная оценка | Совокупная оценка |
| Источник          | Оценка            |
| ----------------- | ----------------- |
| Metacritic        | 79/100            |
| Оценки критиков   |                   |
| Источник          | Оценка            |
| AllMusic          | [ 2 ]             |

Sing into My Mouth — совместный студийный альбом каверов американских музыкантов Iron & Wine и Бена Бридвелла из Band of Horses, вышедший 17 июля 2015 года. Название альбома — это фраза из песни Talking Heads «This Must Be the Place (Naive Melody)».

## История
Оказывается, бородатые джентльмены Сэм Бим из Iron & Wine и Бен Бридвелл из Band of Horses были друзьями в своём родном городе Колумбия, штат Южная Каролина, ещё до того, как они стали компаньонами по гастрольному туру или партнёрами по лейблу Sub Pop, и задолго до того, как они записали совместный альбом каверов. Их студийное сотрудничество представлено в небольшом масштабе в 12-трековом альбоме Sing Into My Mouth. Название альбома взято из текста открывающего трека «This Must Be the Place» группы Talking Heads, что говорит об относительном разнообразии, в котором встречаются Sade, Джон Кейл, El Perro del Mar и Питер Ла Фарж. Мелодия Talking Heads — это уменьшенная версия с акустической и слайд-гитарами, басом, фортепиано, аккордеоном и лёгкой перкуссией, представляющая альбом, полный аранжировок со слайд-гитарой, которые вполне соответствуют фолковым ожиданиям. Среди версий, наиболее похожих на оригиналы, — «Done This One Before» Ронни Лейна, «No Way Out of Here» британской группы Unicorn 70-х годов (более известная по каверу Дэвида Гилмора), «Straight and Narrow» Spiritualized, а также «Ab’s Song» соотечественников из Южной Каролины Marshall Tucker Band — все они изначально вдохновлены фолком или твангом, а на протяжении всего альбома Бим и Бридвелл с любовью исполняют вокальные партии. Наиболее изменёнными являются переработанные дуэтом струнные композиции шведской группы El Perro del Mar «God Knows (You Gotta Give to Get)», которые здесь замедлены и имеют приземлённую подачу деревянных духовых и гитары; песня Sade «Bullet Proof Soul», которая всё ещё звучит как уникальная песня Sade, несмотря на корневую переделку; и соул-молитва Them Two 1967 года «Am I a Good Man?», ранее исполненная группой Бридвелла Band of Horses и с энтузиазмом переданная в альбоме Sing Into My Mouth с помощью фортепиано, язычковых инструментов, электрогитары, баса и перкуссии. Среди других песен — «Anyday Woman» Бонни Рейт, «You Know Me More Than I Know» Джона Кейла и «Magnolia» Джей Джей Кейла.

## Отзывы
Sing into My Mouth получил положительные отзывы от современных музыкальных критиков. Альбом получил на Metacritic оценку 61 балл на основе 17 рецензий, что свидетельствует о в целом благоприятных отзывах.
Марси Донельсон из AllMusic отметил, что «Такое разнообразие делает альбом интересным, хотя ни одна из аранжировок не стала настоящим сюрпризом, за исключением заключительной, „Coyote, My Little Brother“ (позже исполненной Питом Сигером, но записанной автором песни Питером Ла Фаржем в 1963 году), йодлинговой песни, вдохновлённой коренными американцами, которая получила полную обработку в стиле дрим-поп с Бридвелл на подпевках. Представленные авторы песен и последовательность, которая проворно вальсирует между 50-летними подборками песен, начиная с причудливой мелодии новой волны и заканчивая воющей предостерегающей балладой, выполнены с изяществом. Те, кого привлекла сама идея сотрудничества, наверняка оценят его результаты».

## Коммерческий успех
Альбом дебютировал под номером 116 в Billboard 200 и под номером 14 в Top Rock Albums с примерно 4 000 проданных копий за первую неделю. По состоянию на апрель 2016 года в США было продано 14 000 копий.

## Список композиций
1. «This Must Be the Place (Naive Melody)» (Дэвид Бирн, Крис Франц, Джерри Харрисон и Тина Уэймут) — Talking Heads 3:31
2. «Done This One Before» (Ronnie Lane) — Ronnie Lane 2:59
3. «Any Day Woman» (Paul Siebel) — Бонни Рэйтт 2:50
4. «You Know Me More Than I Know» (Джон Кейл) — Джон Кейл 3:29
5. «Bulletproof Soul» (Хелен Аду, Andrew Hale, Стюарт Мэтьюмен) — Sade 4:39
6. «There’s No Way Out of Here» (Kenneth Baker) — Unicorn 4:38
7. «God Knows (You Gotta Give to Get)» (Sarah Assbring) — El Perro del Mar 3:22
8. «The Straight and Narrow» (Jason Pierce) — Spiritualized 5:15
9. «Magnolia» (Джей Джей Кейл) — 3:51
10. «Am I a Good Man?» (Willie Clarke) — Them Two 3:47
11. «Ab’s Song» (Toy Caldwell) — Marshall Tucker Band 1:19
12. «Coyote, My Little Brother» (Peter La Farge) — Peter La Farge 5:05

## Чарты
| Чарт (2015)                 | Высшая позиция |
| --------------------------- | -------------- |
| Бельгия/Фландрия (Ultratop) | 111            |
| Бельгия/Валлония (Ultratop) | 158            |
| Нидерланды (Album Top 100)  | 67             |
| Ирландия (IRMA)             | 83             |
| США Billboard 200           | 116            |
| США Folk Albums             | 4              |
| США Independent Albums      | 9              |
| США Top Rock Albums         | 14             |